# Syzygium pseudomalaccense
Syzygium pseudomalaccense là một loài thực vật có hoa trong Họ Đào kim nương. Loài này được (Vieill. ex Brongn. & Gris) Govaerts mô tả khoa học đầu tiên năm 2008.